# Burrata

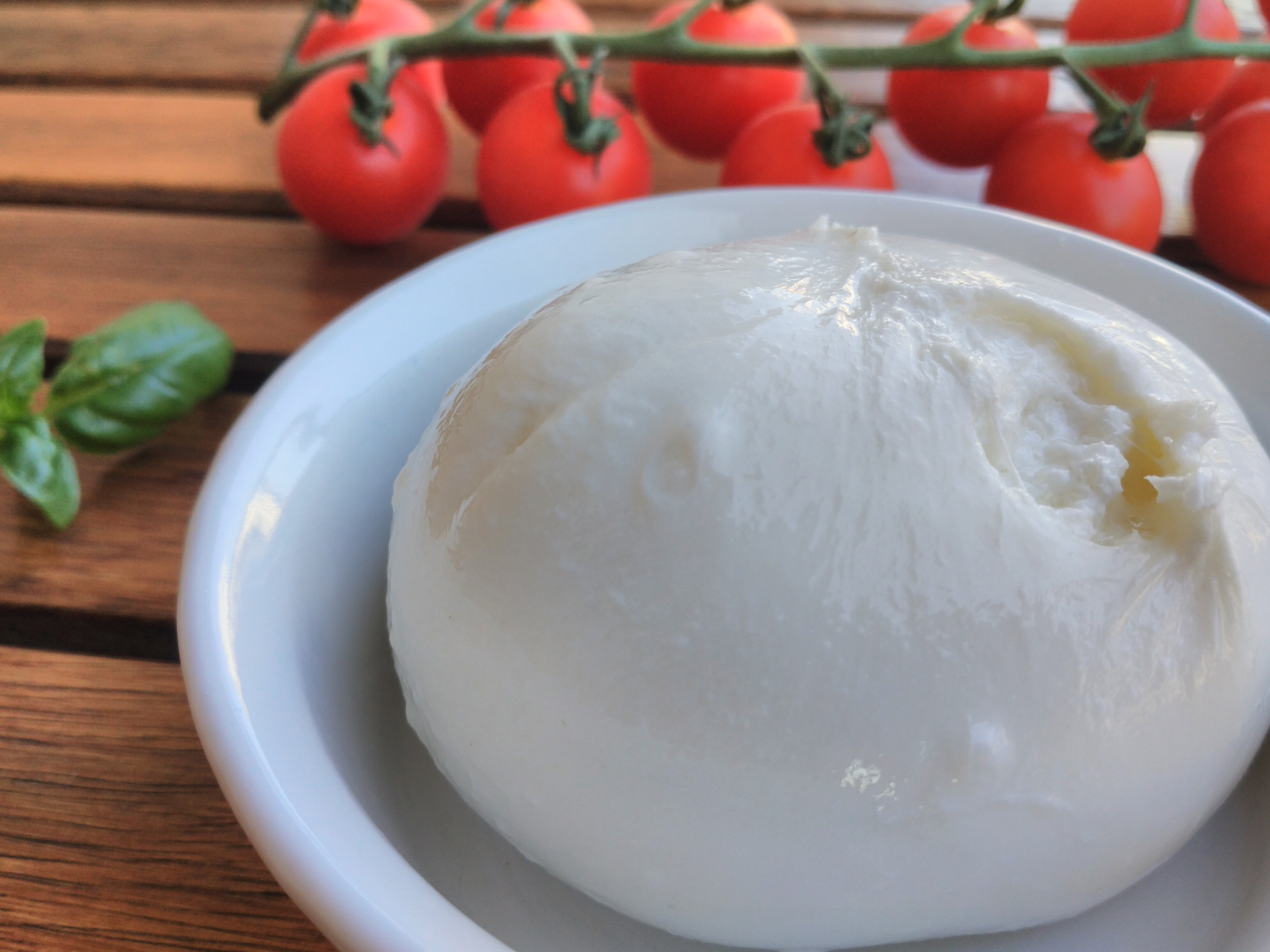
Frischer Burrata

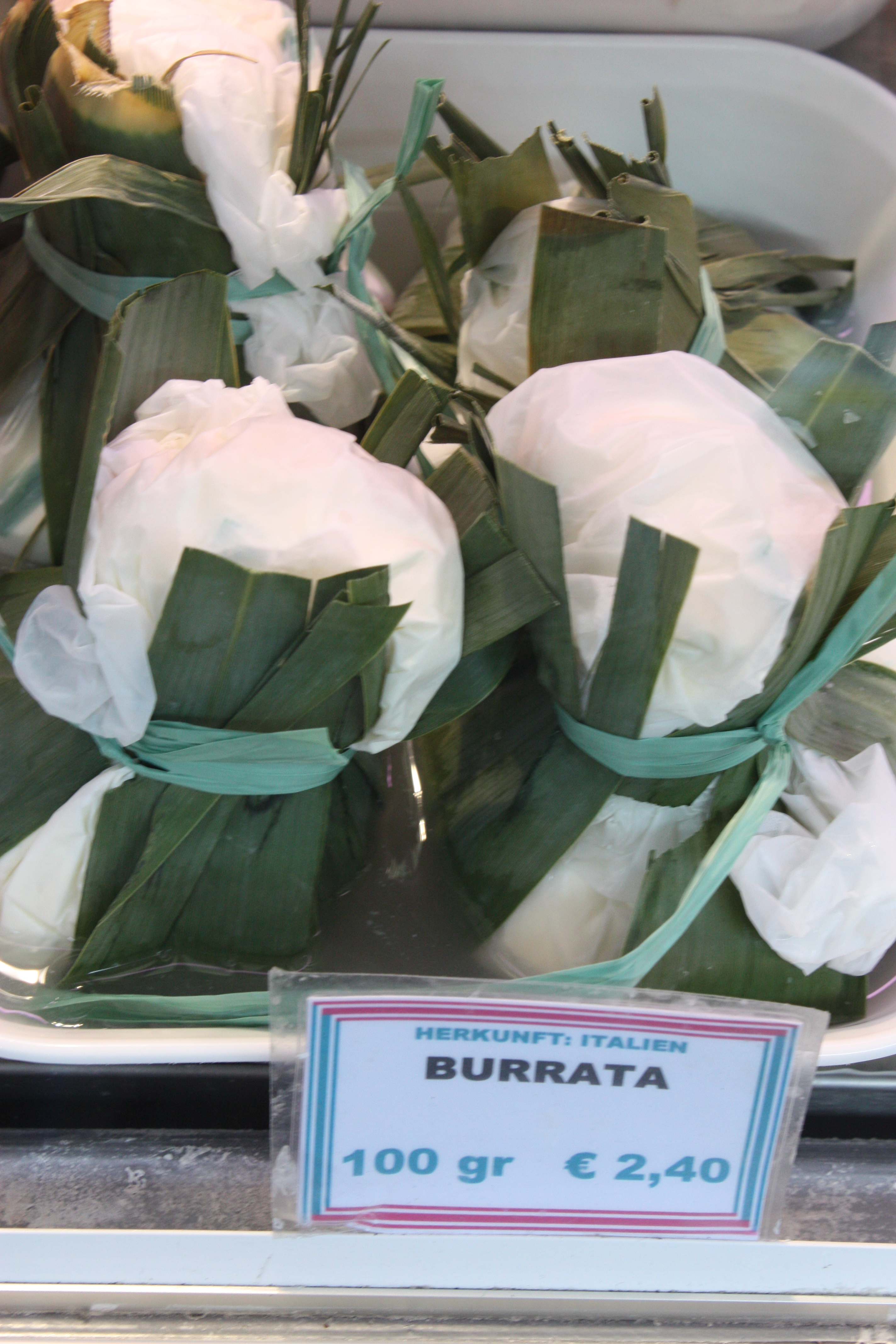
Burrata auf dem Wiener Naschmarkt

Burrata ist ein italienischer Frischkäse vom Typ Filata.
Burrata ist eine Sonderform des Mozzarella, wird aber überwiegend aus Kuhmilch (seltener aus Büffelmilch) hergestellt und hat etwa 44 % oder 60 % Fett i. Tr. Bei der Herstellung wird eine Mischung aus Stracciatella und Sahne in ein kleines Säckchen aus Mozzarella gefüllt. Es hat meist einen Durchmesser von 10 bis 12 cm und wiegt zwischen 300 und 500 g. Burrata wird in Italien vor Ort und auf kurze Distanzen meist ohne Verpackung ausgeliefert, d. h. in Bottichen in Salzlake, aber auch wie Mozzarella verpackt in Plastikbeuteln mit Salzlake. Früher wurde der Käse häufig in Affodillblätter verpackt, was ihm einen speziellen Geschmack verlieh. An den grünen Blättern konnte man erkennen, ob Burrata noch frisch war. Aufgrund von Hygienebestimmungen wurde der Affodill durch grünes Plastik ersetzt, was heutzutage jedoch mehr und mehr verschwindet. Burrata bedeutet auf Deutsch „gebuttert“, womit auf die cremige Konsistenz hingedeutet wird.
Burrata wurde 1956 in der Nähe von Andria erfunden, als ein starker Schneefall den Transport der Milch von außerhalb gelegenen Höfen in den Ort verhinderte. Um die Sahne zu konservieren, wurde sie in Mozzarella-Säckchen verpackt.
Seit 2016 ist der Käse als Burrata di Andria  g.g.A. in der Europäischen Union anerkannt.

## Verzehr
Burrata kann direkt verzehrt werden oder zubereitet mit Tomaten ähnlich wie Insalata Caprese gegessen werden. Burrata wird auch mit Pasta oder als Belag auf der Pizza gegessen.